# Blecher (Familienname)
Blecher oder auch Blöcher ist ein deutscher Familienname.

## Herkunft und Bedeutung
Der Name „Blecher“ stammt aus der Berufsnachnamenfamilie der metallverarbeitenden Gewerbe bzw. der Hersteller von Gegenständen aus Blech. Die ältesten Formen dieser Familie sind Klemperer und Klemper(t). Andernorts entwickelten sich für die gleiche Berufsgruppe im 17. Jahrhundert u. a. die Namen Flaschner und Blechner.

## Verbreitung
Allgemein ist der Nachname vor allem in Hessen und Nordrhein-Westfalen verbreitet. Die anderen Namen der Berufsnachnamenfamilie verteilen sich wie folgt:
- Spengler: 2925 Telefonbucheinträge in ganz Deutschland
- Klemp(t)ner: 54 Telefonbucheinträge in ganz Deutschland

### Blecher
Insgesamt gibt es 411 Telefonbucheinträge mit dem Namen Blecher, was etwa 1096 Personen entspricht. Die größte relative sowie absolute Verteilung findet sich mit 88 Telefonbucheinträgen im Kreis Siegen-Wittgenstein gefolgt vom Lahn-Dill-Kreis und dem Wetteraukreis. Des Weiteren verteilen sich 40 Prozent der „Blechers“ auf Nordrhein-Westfalen und etwa 38 Prozent auf Hessen.

### Blöcher
Insgesamt gibt es 420 Telefonbucheinträge mit dem Namen Blöcher, was etwa 1120 Personen entspricht. Die größte relative sowie absolute Verteilung findet sich mit 140 Telefonbucheinträgen im Landkreis Marburg-Biedenkopf gefolgt vom Kreis Siegen-Wittgenstein und dem Lahn-Dill-Kreis. Des Weiteren verteilen sich 57 Prozent der „Blöchers“ auf Hessen und 25 Prozent auf Nordrhein-Westfalen.

## Varianten
- Blöcher, Blechschmidt, Blech, Blocher, Bleher, Bleker

## Bekannte Namensträger

### FormBlecher
- Johann Heinrich Blecher (1803–1871), Hamburger Schlosser und Abgeordneter
- Carl-Ulrich Blecher, deutscher Textdichter und Liedertexter
- Georg Blecher (1880–1938), deutscher Althistoriker, Lehrer und Heimatforscher
- Hermann Blecher (1841–1918), deutscher Ingenieur und VDI-Vorsitzender
- Jens Blecher (* 1965), deutscher Archivar und Historiker
- M. Blecher (1909–1938), rumänischer Schriftsteller
- Peter Blecher (1934–2008), deutscher Sportschütze
- Taddy Blecher (* 1967), südafrikanischer Hochschullehrer und Bildungsaktivist

### FormBlech
- Abraham Friedrich Blech (1762–1830), evangelischer Theologe und Schriftsteller
- Benjamin Blech (* 1933), orthodoxer Rabbiner in New York City
- Gustavus M. Blech (1870–1949), US-amerikanischer Chirurg und Hochschullehrer
- Hans Christian Blech (1915–1993), deutscher Schauspieler
- Harry Blech (1910–1999), britischer Violinist und Dirigent
- Hermann Blech (1844–1910), deutscher Druckereibesitzer und Gründer des Mülheimer Generalanzeigers
- Jörg Blech (* 1966), deutscher Wissenschaftsjournalist und Sachbuch-Autor
- Klaus Blech (1928–2022), deutscher Diplomat und ehemaliger Chef des Bundespräsidialamts
- Leo Blech (1871–1958), deutscher Komponist und Dirigent
- Martha Blech-Frank (1871–1962), deutsche Opernsängerin (Sopran)
- Torben Blech (* 1995), deutscher Stabhochspringer

### FormBlechschmidt
- André Blechschmidt (* 1957), deutscher Landespolitiker (Linke)
- Angelica Blechschmidt († 2018), deutsche Art-Direktorin und Chefredakteurin
- Anton Blechschmidt (1841–1916), österreichischer Sozialpolitiker
- Bernd Blechschmidt (* 1961), deutscher Nordischer Kombinierer
- Erich Blechschmidt (1904–1992), deutscher Anatom
- Frank Blechschmidt (* 1961), deutscher Kommunal- und Landespolitiker (FDP)
- Günther Blechschmidt (1891–1971), deutscher Maler und Grafiker
- Heinrich G. Blechschmidt (1867–1946), deutscher Gymnasialprofessor und Pfarrer i. Thüringen
- Joachim Blechschmidt (1912–1943), deutscher Pilot
- Manfred Blechschmidt (1923–2015), deutscher Schriftsteller
- Martin Blechschmidt (* 1970), deutscher Sitzvolleyball-Bundestrainer
- Paul Blechschmidt (1907–1961), deutscher Generalmajor und Politiker (KPD, SED)
- Rainer Blechschmidt (* 1953), deutscher Fußballspieler
- Wilhelm Blechschmidt, tschechoslowakischer Bobsportler
- Wolf Blechschmidt (um 1510–um 1560), sächsischer Baumeister

### FormBlocher
- Christoph Blocher (* 1940), Schweizer Unternehmer und Politiker (SVP)
- Eduard Blocher (1870–1942), Schweizer evangelischer Geistlicher und Sprachwissenschaftler
- Eugen Blocher (1882–1964), Schweizer Jurist und Politiker (SP)
- Felix Blocher (* 1956), Schweizer Archäologe
- Henri Blocher (* 1937), französischer evangelischer Hochschullehrer und Autor
- Hermann Blocher (1872–1942), Schweizer Politiker (SP), Exponent der Abstinenzbewegung
- Jacques Blocher (1909–1986), französischer evangelischer Theologe und Hochschullehrer
- Judith Giovannelli-Blocher (1932–2024), Schweizer Sozialarbeiterin und Autorin
- Magdalena Martullo-Blocher (* 1969), Schweizer Unternehmerin und Politikerin (SVP)
- Markus Blocher (* 1971), Schweizer Unternehmer
- Rudolf Blocher (1920–1995), Schweizer Militär
- Sophie Blocher (1935–2002), Schweizer Pfarrerin und Sozialarbeiterin
- Walter Blocher, österreichischer Rechtswissenschaftler

### FormBlöcher
- Detlef Blöcher (* 1953), Physiker und Direktor von DMG interpersonal
- Elsa Blöcher (1900–1995), deutsche Historikerin
- Matthias Thomas Blöcher alias Matthias Carras (1964–2023), deutscher Pop- und Schlagersänger, DJ und Fernsehmoderator
- Stefan Blöcher (* 1960), deutscher Feldhockeyspieler
- Ulrich Blöcher (* 1973), deutscher Schauspieler und Sprecher

### FormBleher
- Heiko Bleher (* 1944), deutscher Abenteurer und Ichthyologe
- Pavel Bleher (* 1947), russisch-amerikanischer mathematischer Physiker

### FormBleker
Diese Variante des Nachnamens ist vor allem in den Niederlanden verbreitet.
- Gerrit Bleker (1593–1656), niederländischer Maler
- Henk Bleker (* 1953), niederländischer Politiker
- Johanna Bleker (* 1940), deutsche Medizinhistorikerin
- Lars Bleker (* 1994), deutscher Fußballspieler
- Marcus Bleker (* 1973), deutscher American-Football-Spieler
- Walter Schmidt-Bleker (* 1950), deutscher Geologe, Brigadegeneral der Bundeswehr